# Notholca kostei
Notholca kostei är en hjuldjursart som beskrevs av Chengalath 1978. Notholca kostei ingår i släktet Notholca och familjen Brachionidae. Inga underarter finns listade i Catalogue of Life.